# Diamond D

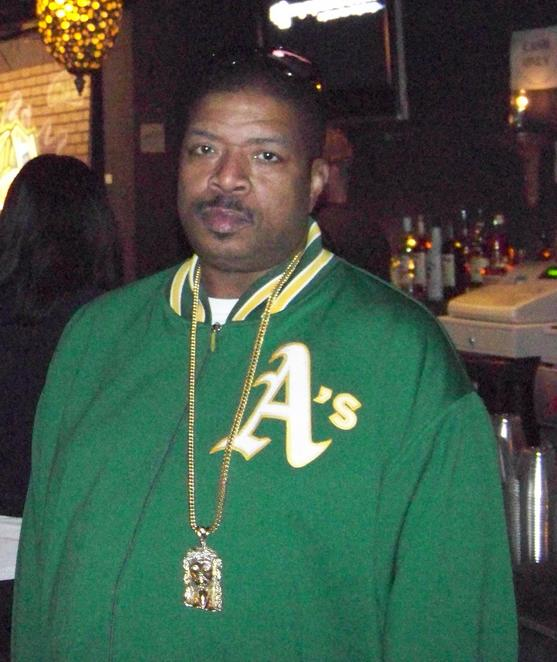
Diamond D

Diamond D (* 5. April 1968 Bronx, New York City, New York; bürgerlicher Name Joseph Kirkland) ist ein US-amerikanischer Hip-Hop-Produzent und Rapper.

## Biografie
Seine Bekanntheit erlangte er als Mitglied der Ultimate Force. Zu seinem heutigen Status als Künstler kam er durch die Gründung des legendären Hip-Hop-Kollektivs Diggin’ in the Crates.
Diamond D tut sich selten aufgrund seiner lyrischen Fähigkeiten hervor, die jedoch bei vielen seiner Fans sehr geschätzt werden. Vielmehr wird er vom Underground als Legende aufgrund seiner Beats betrachtet, da er auf viele erfolgreiche Zusammenarbeiten (wie mit den Fugees, Mos Def, ATCQ oder auch mit ASD) zurückblicken kann.
Mitte September des Jahres 2008 gab das US-amerikanische Independent-Label Babygrande Records die Verpflichtung von Diamond D bekannt. Den Angaben zufolge unterschrieb er einen Vertrag über mehrere Alben. Das Labeldebüt gab Diamond D am 14. Oktober, als sein neues Album The Huge Hefner Chronicles erschien. Das Folgealbum The Diam Piece erschien 2014 jedoch auf Dymond Mine Records.

## Diskografie
Alben
- 1992: Stunts, Blunts & Hiphop
- 1997: Hatred, Passions & Infidelity
- 2003: Grown Man Talk
- 2005: The Diamond Mine (Mixtape)
- 2008: The Huge Hefner Chronicles
- 2014: The Diam Piece

Singles
- 1992: Best Kept Secret (mit The Psychotic Neurotics)
- 1993: Sally Got a One Track Mind (mit The Psychotic Neurotics)
- 1997: The Hiatus